# Paraeuryparyphes quadridentatus
Paraeuryparyphes quadridentatus är en insektsart som först beskrevs av Brisout de Barneville 1852.  Paraeuryparyphes quadridentatus ingår i släktet Paraeuryparyphes och familjen Pamphagidae. Inga underarter finns listade i Catalogue of Life.